# Kazimiera Zawiślak
Kazimiera Zawiślak (ur. 2 lipca 1925 we wsi Koźminiec, zm. 11 kwietnia 2004 w Olsztynie) – polska naukowiec, profesor dr hab. nauk rolniczych.
Była wieloletnim pracownikiem naukowym Akademii Rolniczo-Technicznej w Olsztynie, w latach 1988–1995 kierownikiem Katedry Ogólnej Uprawy Roli i Roślin na Wydziale Rolniczym tej uczelni. Po przejściu na emeryturę (1995) nadal współpracowała z uczelnią, także po jej przekształceniu w Uniwersytet Warmińsko-Mazurski.
Autorka wielu publikacji naukowych, opiekunka i recenzentka prac dyplomowych. Wśród jej osiągnięć zawodowych należy podkreślić wkład w naukową szkołę płodozmianową. Była wyróżniona odznaczeniami państwowymi (m.in. Krzyżem Komandorskim z Gwiazdą Orderu Odrodzenia Polski w 1999) i naukowymi. Zmarła po długiej chorobie nowotworowej. Została pochowana w grobie rodzinnym na cmentarzu parafialnym w Jastrząbce koło Tarnowa.